# 飯山市
飯山市（日语：／ Iiyama shi */?）是位於日本長野縣東北部的城市，在江戶時代作為飯山藩的城下町而開始發展。

## 地理
- 山：斑尾山、鍋倉山
- 河川：千曲川
- 湖沼：北龍湖

### 相鄰的自治体
- 長野縣
  - 中野市
  - 下高井郡：木島平村、野澤溫泉村
  - 上水内郡：信濃町
  - 下水内郡：榮村
- 新潟縣
  - 妙高市
  - 上越市（大島区、安塚区、牧区、清里区、板倉区）

## 交通
境內有東日本旅客鐵道的北陸新幹線和飯山線通過。

#### 北陸新幹線
- 飯山站

#### 飯山線
- 蓮站 - 飯山站 - 北飯山站 - 信濃平站 - 戶狩野澤溫泉站 - 上境站 - 上桑名川站 - 桑名川站 - 西大瀧站